# Segle XXXIII aC
El segle XXXIII aC és un període que comprèn els anys inclosos entre el 3300 aC i el 3201 aC. Està marcat pel desenvolupament de l'escriptura.

## Política
Es produeixen intercanvis regulars entre Mesopotàmia (amb noves ciutats poderoses com Eridu) i les civilitzacions del Nil (que inicien lentament el període protodinàstic d'Egipte, fet que permet que ambdós pobles aprenguin les tècniques del veí i avancin més ràpidament. Al mateix temps, s'estableixen les primeres formes de vassallatge formal entre pobles, amb els tributs regulars de Núbia cap a Egipte. Malta esdevé un centre d'atracció política a la Mediterrània i la cultura d'Afanasievo una regió destacada de l'Àsia central.

## Economia i societat
La glaciació fa baixar les temperatures, el Sàhara es converteix definitivament en un desert. Aquest canvi climàtic no fa frenar l'augment de la població, a causa de les millores en les tècniques agrícoles i ramaderes, com per exemple la domesticació de bous i vaques, que permeten tenir llet i carn en més quantitat.

## Invencions i descobriments
A Egipte s'indica per fora el contingut dels envasos amb tauletes amb signes específics, és el primer etiquetatge conegut. A Mesopotàmia perfeccionen el torn de terrissaire, que s'estendrà per tot el món neolític. Diverses formes d'escriptura pictogràfica sorgeixen a Orient Mitjà i l'Índia.
S'introdueix un tipus de vela que permet millorar la navegació, arribant a fer viatges llargs tant al Mediterrani com a la zona del sud-est asiàtic.

## Art, cultura i pensament
Augmenten les figuretes votives d'ús particular, i no solament als primitius centres de culte o llocs d'enterrament. Així, hi ha constància de figuretes d'ivori que funcionarien com una mena d'amulet a diversos pobles mediterranis. S'edifiquen els primers temples amb una nau central on s'aplega el poble per a les cerimònies, fet que n'augmenta la seva ritualització. Aquests edificis s'anirien poblant de monuments i pintures amb el pas del temps.